# 波爾托維耶霍縣

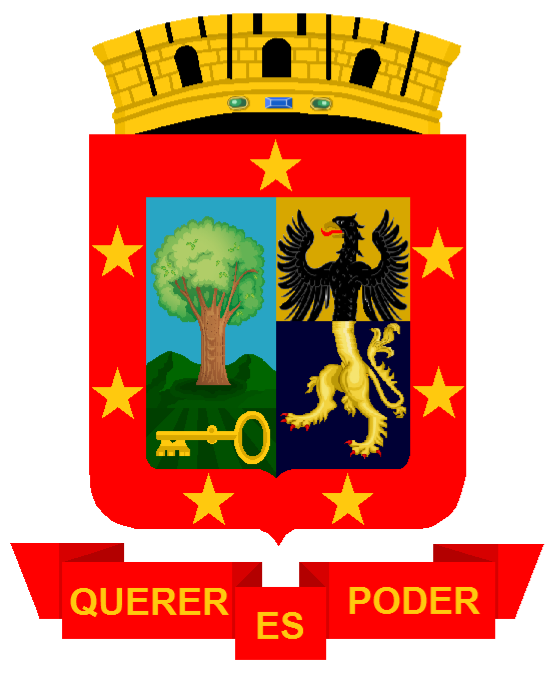
波爾托維耶霍縣的标志

1°3′22″S 80°27′19″W / 1.05611°S 80.45528°W
波爾托維耶霍縣（西班牙語：Cantón Portoviejo），是厄瓜多爾的縣份，位於該國西部，由馬納比省負責管轄，首府設於波托維耶霍，面積955平方公里，2001年人口238,430，人口密度每平方公里249.66人。